# Habitué
Als Habitué, Plural Habitués (von französisch être habitué à ‚gewöhnt sein an‘), wird ein ständiger Gast in einem Salon, bei einem Jour fixe oder sonst einer regelmäßigen halbprivaten Zusammenkunft bezeichnet. Der Begriff findet (außer in der Schweiz) in der Regel nur noch in historischem Kontext Anwendung, so vor allem in Bezug auf den adelig-bürgerlichen Salon des 18. und 19. Jahrhunderts.